# Cot Jeurat
Cot Jeurat is een bestuurslaag in het regentschap Aceh Barat Daya van de provincie Atjeh, Indonesië. Cot Jeurat telt 530 inwoners (volkstelling 2010).